# Flustramorpha angusta
Flustramorpha angusta is een mosdiertjessoort uit de familie van de Microporellidae. De wetenschappelijke naam van de soort werd voor het eerst geldig gepubliceerd in 1979 door Hayward & Cook.